# Кайафа
Кайа́фа (греч. Λίμνη Καϊάφα) — маленькое пресноводное озеро в Греции, в периферийной единице Элиде в периферии Западной Греции. Расположено к северу от города Захаро.
Озеро простирается примерно на 4 километра с северо-запада на юго-восток (параллельно морскому побережью, отделённому от озера 400-метровой песчаной полосой, заросшей алеппской сосной). Вдоль юго-западного берега озера тянется узкий искусственный полуостров длиной 1,3 километра с постройками туристического сектора. С востока в озера впадает ручей Мавропотами (Μαυροποτάμι).
Туристические сайты утверждают, что озеро образовалось в VI веке в результате землетрясения, однако это не доказано. Так или иначе, Павсаний и Страбон, описывая местность, озеро не упоминают, а упоминают реку Анигр, что позволяет полагать, что озеро появилось позже II века. Ранее это была лагуна Ионического моря.
Сложено мезозойскими известняками.
Названо именем иудейского первосвященника Иосифа Каиафы.
В настоящее время на озере есть некоторая туристическая активность: гребля, термальные источники.